# Omloop van het Waasland 1976
 De 12e editie van de Belgische wielerwedstrijd Omloop van het Waasland vond plaats op 14 maart 1976. De start en finish vonden plaats in Kemzeke. De winnaar was Eddy Verstraeten, gevolgd door André Doyen en Jean Van der Stappen.

## Uitslag
| Omloop van het Waasland 1976 |                      |                          |         |
| Plaats                       | Naam                 | Ploeg                    | Tijd    |
| Winnaar                      | Eddy Verstraeten     | IJsboerke-Colnago        | 4u55'0" |
| 2                            | André Doyen          | Miko-de Gribaldy-Superia | z.t.    |
| 3                            | Jean Van der Stappen | IJsboerke-Colnago        | z.t.    |

1965 · 1966 · 1967 · 1968 · 1969 · 1970 · 1971 · 1972 · 1973 · 1974 · 1975 · 1976 · 1977 · 1978 · 1979 · 1980 · 1981 · 1982 · 1983 · 1984 · 1985 · 1986 · 1987 · 1988 · 1989 · 1990 · 1991 · 1992 · 1993 · 1994 · 1995 · 1996 · 1997 · 1998 · 1999 · 2000 · 2001 · 2002 · 2003 · 2004 · 2005 · 2006 · 2007 · 2008 · 2009 · 2010 · 2011 · 2012 · 2013 · 2014 · 2015 · 2016 · 2017 · 2018 · 2019 · 2020 · 2021 · 2022 · 2023 · 2024
"